# Pristurus popovi
Pristurus popovi — вид геконоподібних ящірок родини Sphaerodactylidae. Мешкає на Аравійському півострові. Вид названий на честь російсько-британського ентомолога Джорджа Попова.

## Поширення і екологія
Pristurus popovi мешкають в горах Сарават на південному заході Саудівської Аравії (на південь від гори Джебель-Сауда в горах Асір) та на заході Ємена (на південь до Дамара). Вони живуть на скелястих гірських схилах та в гірських ялівцевих заростях. Зустрічаються на висоті від 1700 до 3600 м над рівнем моря. Відкладають яйця.